# Puffinure de Magellan
Pelecanoides magellani
Espèce
Statut de conservation UICN

 LC  : Préoccupation mineure
Le Puffinure de Magellan (Pelecanoides magellani) est une espèce d'oiseaux de la famille des Pelecanoididae.

## Répartition
Cette espèce vit dans l'extrême sud de l'Amérique du Sud.